# Anna Mjöll Ólafsdóttir
Anna Mjöll Ólafsdóttir, född 7 januari 1970 i Reykjavik, är en isländsk jazzsångerska och låtskrivare.
Anna är dotter till kompositören och gitarristen Ólafur Gaukur och radioproducenten Svanhildur Jakobsdóttir. Tillsammans hade de bandet Sextett Ólafs Gaukur. Anna lärde sig att spela piano, gitarr och cello. Tillsammans med sin mor släppte hon ett album 1989. Hon deltog i den isländska uttagningen till Eurovision Song Contest 1993 med låten Eins og skot, och kom på andraplats. Hon återkom året därpå med låten Stopp, men blev utan placering.
Internationellt är Anna Ólafsdóttir kanske mest känd för att ha representerat Island i Eurovision Song Contest 1996, som hölls i Oslo. Hon framförde låten Sjúbídú, som hon själv hade skrivit tillsammans med sin far. Hon hamnade på en 13:e plats (av 23 länder) med 50 poäng. Efter tävlingen genomförde hon en turné tillsammans med Julio Iglesias. Tillsammans med C.J. Vanston skrev hon tre låtar till den engelska filmen For Your Consideration. Hon gav ut CD:n The Shadow of Your Smile 2009 och året därpå julskivan Christmas JaZZmaZ.